# جورج قسطنطين
جورج قسطنطين (بالإنجليزية: George Constantine)‏ هو سائق سيارة سباق ومهندس أمريكي، ولد في 22 فبراير 1918 في ساوثبريدج في الولايات المتحدة، وتوفي في 7 يناير 1968 في ماساتشوستس في الولايات المتحدة.